# Eburia schusteri
Eburia schusteri är en skalbaggsart som beskrevs av Giesbert 1993. Eburia schusteri ingår i släktet Eburia och familjen långhorningar.
Artens utbredningsområde är:
- Guatemala.
- Honduras.
- Nicaragua.

Inga underarter finns listade i Catalogue of Life.